# 所羅門王的寶藏 (2004年電影)
《所罗门王的宝藏》（英語：King Solomon's Mines）是一部2004年美國兩集電視迷你劇，是根據亨利·萊特·哈葛德1885年同名小說改編的第五部電影。這部電影由派屈克·史威茲飾演艾伦·夸特曼，艾莉森·杜迪飾演伊麗莎白·梅特蘭，由霍爾馬克娱乐製作，於2004年6月6日在霍爾馬克頻道首播。

## 剧情

### 上集
在非洲，富商比特先生与他的向导艾伦·夸特曼和布鲁斯·麦克纳布一起去狩猎。他想杀死一家大象，但夸特曼坚持不杀。麦克纳布背叛并制服了夸特曼，其他人则开火射击。后来，受伤的母象摧毁了他们的营地，并杀死了比特，就在夸特曼准备对牠实施安乐死前，牠很快就死了。他低声说了句“对不起，女孩”。
富有的英国探险家塞缪尔·梅特兰给女儿伊丽莎白写了一封信，信中附有一张通往传说中所罗门国王宝藏的地图。寄信后不久，他就被夸夸尼部落的土著人抓获。男巫图瓦拉渴望获得更多的权力，他相信只要找到藏在所罗门宝藏中的神器——祖先之石，就能获得更多的权力。
夸特曼回到伦敦，希望与儿子哈里共度美好时光。然而，哈里的祖父母已申请监护权，宣称夸特曼是不称职的父亲。他的律师告诉他，如果没有一大笔钱，他不可能打赢官司，于是他去了酒吧。在那里，伊丽莎白·梅特兰和她的叔叔兼保镖古德上尉找到了他，请求他帮忙。他拒绝了，他们把她的名片留给了他，但当他知道她的父亲是谁时，他又同意帮忙了。夸特曼发现伊丽莎白正被一名俄国男子谢尔盖攻击，他将其击退。两人回到伊丽莎白的酒店房间，发现房间被洗劫一空。这时，伊丽莎白才说出她必须去非洲用地图换回父亲的性命。
到达非洲后，夸特曼得到了熟人Ventvogel、Khiva以及不打不相识的好友亨利·柯蒂斯爵士的帮助。与此同时，三个负责取回地图的俄国人——伊万·弗利科夫上校、彼得和谢尔盖——雇佣麦克纳布为向导，并告诉他他们可能要杀死夸特曼，麦克纳布同意了。
在旅途中，夸特曼和伊丽莎白逐渐互相尊重，尤其是在一天早上，夸特曼从闯入她帐篷的猎豹手中救下了她。然而，当他们到达下车地点时，却发现联络人已经死亡，取而代之的是一个冒名顶替者。他们遭到了俄国人的伏击，为了救出梅特兰小姐，夸特曼冒险穿越交火的危险地带。麦克纳布对夸特曼开了一枪，但他没有中弹，导致彼得腹部受伤。
在寻求巫毉的建议后，众人意识到他们必须穿越撒哈拉大沙漠。夸特曼与一个全程跟随他们的非洲人交谈，他自称叫翁波帕，说自己可以帮上忙，而且曾经穿越过大沙漠。他们同意让他与大家同行。
夸特曼等人兵分多路想要误导俄国人，但麦克纳布没有上当受骗，后来俄国人发现了他们扎下的营，但当俄国人逼近营地时，他们发现这也是一个骗局，其实营地里空无一人。夸特曼等人发现了一块眼镜蛇形状的岩石，伊丽莎白不小心触发机关打开了一座坟墓，里面有所罗门宝藏的钥匙。然而，就在夸特曼和其他人取回钥匙时，俄国人赶到了，他们打晕了古德上尉，绑架了梅特兰小姐。

### 下集
两支队伍穿过沙漠，向绿洲进发。彼得受伤不治身亡，两批人都差点渴死。夸特曼的队伍首先到达绿洲，伏击俄国人，双方陷入紧张对峙。伊丽莎白分散了他们的注意力并逃脱，双方交火，Ventvogel受伤，俄国人夺走了地图和钥匙。
翁波帕带领他们穿过沙漠另一侧的山谷，较俄国人取得优势后，他们设下陷阱夺回地图。陷阱最初成功了，麦克纳布在枪口下被迫扔掉装有地图和钥匙的袋子，他和俄国人被枪声赶走了。Khiva冲向袋子，却被谢尔盖和弗利科夫开枪击中。夸特曼救出了重伤的Khiva，而亨利和Ventvogel则向谢尔盖开了致命的一枪。交火仍在继续，伊丽莎白试图夺回地图，而麦克纳布准备杀了她。然而，夸特曼解除了麦克纳布的武装，一枪打中了他的肩膀，然后打伤了上校。Khiva因伤不治身亡，其他人为他默哀。
夸特曼的队伍继续向夸夸尼村前进，弗利科夫和麦克纳布紧随其后，他们都没有受伤。在遭到土著战士的伏击后，翁波帕说出了自己的真名——Ignosi，即合法的国王。战士们护送他们以及同样被俘的麦克纳布和弗利科夫回到自己的村子，Ignosi在村子里向图瓦拉发起一场为王位而进行的生死之战。伊丽莎白与在囚禁中幸存下来的父亲团聚。按照约定，Ignosi和图瓦拉并没有亲自交战，而是各自选出了一名代表。Ignosi选择了夸特曼。
战斗开始的那天早上，麦克纳布和弗利科夫摆脱了束缚，寻找钥匙。起初双方势均力敌，但图瓦拉的战士逐渐占了上风，差点杀死夸特曼。夸特曼设法扭转了战局，并准备给予致命一击，但他为了表示仁慈，选择将斧头狠狠地砸向战士头部附近的地面。Ignosi祝贺他获胜，但图瓦拉试图用长矛杀死他。亨利看到了危险，为夸特曼挡下了长矛。夸特曼想要救他，但亨利却说：“好好照顾那个女孩。”他死了。被激怒的夸特曼准备杀死图瓦拉，但Ignosi阻止了。出乎他们意料的是，战士们全都围了上来，在没有命令的情况下主动杀死了图瓦拉。
弗利科夫和麦克纳布找到了钥匙，却被夸夸尼族的巫医葛考爾发现。她用魔法杀死了弗利科夫，让他着魔并迫使他窒息而死，但却放走了麦克纳布，告诉他也许能找到他所寻找的东西，但他永远不会拥有它。葛考爾找到Ignosi，在塞缪尔的担保下，她被允许继续担任部落的巫医。她将宝藏的钥匙交给Ignosi，Ignosi又将钥匙交给了夸特曼。他解释说，只要有人对宝藏感兴趣，他的族人就不会安全，并要求夸特曼和伊丽莎白摧毁祖先之石。
两人来到藏宝处，麦克纳布埋伏在那里，与夸特曼展开了一场搏斗。夸特曼将他从楼梯上扔下，不料触发机关后麦克纳布被弹簧矛刺死。夸特曼和伊丽莎白找到了那块石头，但当他们触碰它时，洞穴将他们封了起来。在等待死亡的过程中，夸特曼向伊丽莎白求婚，伊丽莎白答应了。他们从雕像上取下一枚戒指，导致洞穴开始崩塌，两人侥幸爬出矿井，石头则被埋在废墟之中。几个月后，夸特曼和伊丽莎白结了婚，住进了草原上的小屋，哈利也和他们住在一起。